# Gran Premio di Spagna 1978
Il Gran Premio di Spagna 1978 è stata la settima prova della stagione 1978 del Campionato mondiale di Formula 1. Si è corsa domenica 4 giugno 1978 sul Circuito permanente del Jarama. La gara è stata vinta dallo statunitense Mario Andretti su Lotus-Ford Cosworth; per il vincitore si trattò del nono successo nel mondiale. Ha preceduto sul traguardo lo svedese Ronnie Peterson su Lotus-Ford Cosworth e il francese Jacques Laffite su Ligier-Matra.

## Vigilia

### Sviluppi futuri

Vittorio Brambilla testò nel maggio 1978 l'Alfa Romeo che avrebbe fatto il suo rientro nel mondiale nel 1979 come costruttore.

Il 29 maggio, sulla pista di Balocco, l'Alfa Romeo testò la sua vettura di Formula 1, con Vittorio Brambilla alla guida. Dopo 27 anni la casa milanese tornava a costruire una monoposto per la massima formula. Si ipotizzò che l'Alfa potesse esordire nel GP di Monza a settembre.

### Aspetti tecnici
La Lotus affidò una 79 anche a Ronnie Peterson mentre la Wolf tornò a
impiegare ancora una volta la WR1.
Si decise di montare una telecamera che inquadrasse il rettilineo d'avvio, in modo tale da controllare le eventuali false partenze dei piloti.

### Aspetti sportivi
Inizialmente i piloti iscritti erano 28: oltre ai 20 delle scuderie legate alla FOCA, ve ne erano quattro invitati dalla FOCA stessa (Jean-Pierre Jabouille, Riccardo Patrese, Alan Jones e Derek Daly) e quattro dagli organizzatori iberici: Brett Lunger, Arturo Merzario, Emilio de Villota ed Héctor Rebaque. Rimanevano così esclusi l'altro pilota dell'Arrows, Rolf Stommelen, e René Arnoux della Martini. La scelta degli organizzatori non piacque alla FOCA che chiese la tenuta di una sessione di prequalifiche, per ricomprendere i due piloti, oppure l'apertura alle prove di tutti coloro che intendessero partecipare alla gara. La risposta del Real Automóvil Club de España fu però negativa, ribandendo così il proprio diritto a ad assegnare quattro wild card, visto che la CSI aveva stabilito in 28 il numero di piloti ammessi alle tenuta delle prove del gran premio.
Successivamente gli organizzatori decisero di effettuare delle prequalifiche, aperte a sette piloti (Stommelen, Arnoux, Ongais, Merzario, Lunger, Rebaque e Rosberg) dalla quale sarebbero stati prequalificati in tre. Le prequalifiche erano fissate per il venerdì mattina.
Emilio de Villota, pilota locale, si iscrisse con una McLaren privata del team Centro Aseguredor F1. La McLaren tornava a schierare Patrick Tambay, che rientrava dopo il Gran Premio del Belgio saltato per infortunio. Non venne ripresentato Giacomelli, impegnato in Formula 2.
La Hesketh, che avrebbe dovuto schierare Daly, abbandonò definitivamente il mondiale, dopo 52 gran premi, una vittoria titolata (il Gran Premio d'Olanda 1975 con James Hunt) e una in una gara fuori campionato, un giro veloce, sette podi e il quarto posto nella Coppa Costruttori nel 1975.

## Prequalifiche

### Resoconto
Solo cinque piloti si presentarono per la prequalifiche. René Arnoux della Martini dovette dare forfait per l'indisponibilità di motori, dopo che tutti i propulsori erano stati rotti durante le prove libere. Daly venne messo a piedi dall'abbandono della Hesketh e Danny Ongais decise di non affrontare più il campionato. Il solo Keke Rosberg venne eliminato.

### Risultati
Nella sessione di prequalifica si è avuta questa situazione:
| Pos | Nº | Pilota          | Costruttore            | Tempo   | Status |
| --- | -- | --------------- | ---------------------- | ------- | ------ |
| 1   | 25 | Héctor Rebaque  | Lotus-Ford Cosworth    | 1'19"84 | PQ     |
| 2   | 36 | Rolf Stommelen  | Arrows-Ford Cosworth   | 1'19"97 | PQ     |
| 3   | 37 | Arturo Merzario | Merzario-Ford Cosworth | 1'20"03 | PQ     |
| 4   | 30 | Brett Lunger    | McLaren-Ford Cosworth  | 1'20"19 | PQ     |
| NPQ | 32 | Keke Rosberg    | Theodore-Ford Cosworth | 1'21"25 | NPQ    |

## Qualifiche

### Resoconto
Al venerdì il miglior tempo fu di Ronnie Peterson (1'16"68) che precedette il suo compagno di scuderia alla Lotus Mario Andretti. Lo svedese staccò di ben un secondo il terzo in graduatoria, Carlos Reutemann. Il grande caldo penalizzò la sessione pomeridiana, in cui i piloti, per problemi agli pneumatici, non riuscirono a migliorare i tempi della sessione del mattino, disputata con temperatura più bassa. La Michelin, che riforniva la Ferrari e la Renault, imputò alle particelle rilasciate dalle gomme della Goodyear la scarsa aderenza della pista. Le prove furono caratterizzata da un incidente tra James Hunt ed Emilio de Villota. Lo spagnolo terminato, dopo un testacoda, in mezzo alla pista venne centrato dal britannico, senza però conseguenze per i due piloti.
Nelle prove del sabato Andretti conquistò la pole position, scendendo a 1'16"39, mentre Ronnie Peterson si concentrò maggiormente nella ricerca del migliore assetto per la gara. La seconda fila fu di Reutemann e Hunt; nessun pilota (all'infuori del duo della Lotus) fu capace di scendere sotto il muro del 1'17.

### Risultati
Nella sessione di qualifica si è avuta questa situazione:
| Pos                     | Nº | Pilota                | Costruttore              | Tempo   | Griglia |
| ----------------------- | -- | --------------------- | ------------------------ | ------- | ------- |
| 1                       | 5  | Mario Andretti        | Lotus-Ford Cosworth      | 1'16"39 | 1       |
| 2                       | 6  | Ronnie Peterson       | Lotus-Ford Cosworth      | 1'16"68 | 2       |
| 3                       | 11 | Carlos Reutemann      | Ferrari                  | 1'17"40 | 3       |
| 4                       | 7  | James Hunt            | McLaren-Ford Cosworth    | 1'17"66 | 4       |
| 5                       | 12 | Gilles Villeneuve     | Ferrari                  | 1'17"76 | 5       |
| 6                       | 1  | Niki Lauda            | Brabham-Alfa Romeo       | 1'17"94 | 6       |
| 7                       | 2  | John Watson           | Brabham-Alfa Romeo       | 1'17"98 | 7       |
| 8                       | 35 | Riccardo Patrese      | Arrows-Ford Cosworth     | 1'18"14 | 8       |
| 9                       | 20 | Jody Scheckter        | Wolf-Ford Cosworth       | 1'18"24 | 9       |
| 10                      | 26 | Jacques Laffite       | Ligier-Matra             | 1'18"42 | 10      |
| 11                      | 15 | Jean-Pierre Jabouille | Renault                  | 1'18"99 | 11      |
| 12                      | 4  | Patrick Depailler     | Tyrrell-Ford Cosworth    | 1'19"06 | 12      |
| 13                      | 3  | Didier Pironi         | Tyrrell-Ford Cosworth    | 1'19"11 | 13      |
| 14                      | 8  | Patrick Tambay        | McLaren-Ford Cosworth    | 1'19"28 | 14      |
| 15                      | 14 | Emerson Fittipaldi    | Fittipaldi-Ford Cosworth | 1'19"33 | 15      |
| 16                      | 19 | Vittorio Brambilla    | Surtees-Ford Cosworth    | 1'19"71 | 16      |
| 17                      | 9  | Jochen Mass           | ATS-Ford Cosworth        | 1'19"98 | 17      |
| 18                      | 27 | Alan Jones            | Williams-Ford Cosworth   | 1'19"99 | 18      |
| 19                      | 36 | Rolf Stommelen        | Arrows-Ford Cosworth     | 1'20"03 | 19      |
| 20                      | 25 | Héctor Rebaque        | Lotus-Ford Cosworth      | 1'20"21 | 20      |
| 21                      | 22 | Jacky Ickx            | Ensign-Ford Cosworth     | 1'20"36 | 21      |
| 22                      | 17 | Clay Regazzoni        | Shadow-Ford Cosworth     | 1'20"67 | 22      |
| 23                      | 18 | Rupert Keegan         | Surtees-Ford Cosworth    | 1'20"77 | 23      |
| 24                      | 16 | Hans-Joachim Stuck    | Shadow-Ford Cosworth     | 1'20"87 | 24      |
| Vetture non qualificate |    |                       |                          |         |         |
| NQ                      | 37 | Arturo Merzario       | Merzario-Ford Cosworth   | 1'20"91 | NQ      |
| NQ                      | 30 | Brett Lunger          | McLaren-Ford Cosworth    | 1'21"17 | NQ      |
| NQ                      | 28 | Emilio de Villota     | McLaren-Ford Cosworth    | 1'21"55 | NQ      |
| NQ                      | 10 | Alberto Colombo       | ATS-Ford Cosworth        | 1'21"59 | NQ      |

## Gara

### Resoconto
James Hunt conquistò subito il comando della gara, precedendo Mario Andretti, Carlos Reutemann, John Watson, Gilles Villeneuve e Riccardo Patrese. Ronnie Peterson, partito in prima fila, al termine del primo giro era nono.
Hunt conservò la testa fino al sesto giro, quando venne passato da Andretti. Nelle retrovie iniziò anche il recupero di Peterson che passò Scheckter al giro 8. Le Ferrari ebbero delle difficoltà a tenere un buon ritmo a causa di un non perfetto comportamento degli pneumatici. Villeneuve venne passato da Patrese al giro 14, prima di essere passato anche da Jacques Laffite e Ronnie Peterson. Le due vetture di Maranello vengono così richiamate ai box, con Reutemann precede di pochi secondi, al cambio gomme il canadese, al giro 28.
Nel frattempo, al giro 22, Patrese era stato costretto al ritiro per la rottura del motore della sua Arrows. Ora la gara vedeva sempre primo Andretti, seguito da James Hunt, John Watson, Jacques Laffite, Ronnie Peterson e Niki Lauda.
Anche Watson scontava delle noie sulla sua vettura: aveva perduto l'utilizzo della quarta marcia. Il nordirlandese perse così diverse posizioni. Al 38º giro Peterson passava anche Laffite, ponendosi terzo, mentre Watson si stabiliva attorno alla sesta posizione della graduatoria.
Anxche James Hunt andò in crisi con le gomme, tanto che venne passato al giro 52 da Peterson e, nei giri seguenti, anche da Laffite e Niki Lauda. Un solo giro dopo l'austriaco fu costretto al ritiro dalla rottura del motore. La polvere portata in pista dall'uscita di Lauda provocò un incidente cui fu vittima Carlos Reutemann: l'argentino della Ferrari uscì di pista alla Varzi: la sua vettura colpì le barriere, ma senza conseguenze fisiche per il pilota. Negli ultimi giri Hunt perse ancora delle posizioni, a vantaggio di Scheckter e Watson, pur chiudendo sesto.
La Lotus conquistò così una doppietta con Mario Andretti e Ronnie Peterson, la seconda consecutiva. Giunse terzo Jacques Laffite, davanti a Jody Scheckter.

### Risultati
I risultati del gran premio furono i seguenti:
| Pos | No | Pilota                | Costruttore              | Giri | Tempo/Ritiro         | Pos. Griglia | Punti |
| --- | -- | --------------------- | ------------------------ | ---- | -------------------- | ------------ | ----- |
| 1   | 5  | Mario Andretti        | Lotus-Ford Cosworth      | 75   | 1h41'47"06           | 1            | 9     |
| 2   | 6  | Ronnie Peterson       | Lotus-Ford Cosworth      | 75   | + 19"56              | 2            | 6     |
| 3   | 26 | Jacques Laffite       | Ligier-Matra             | 75   | + 37"24              | 10           | 4     |
| 4   | 20 | Jody Scheckter        | Wolf-Ford Cosworth       | 75   | + 1'00"06            | 9            | 3     |
| 5   | 2  | John Watson           | Brabham-Alfa Romeo       | 75   | + 1'05"93            | 7            | 2     |
| 6   | 7  | James Hunt            | McLaren-Ford Cosworth    | 74   | + 1 giro             | 4            | 1     |
| 7   | 19 | Vittorio Brambilla    | Surtees-Ford Cosworth    | 74   | +1 giro              | 16           |       |
| 8   | 27 | Alan Jones            | Williams-Ford Cosworth   | 74   | +1 giro              | 18           |       |
| 9   | 9  | Jochen Mass           | ATS-Ford Cosworth        | 74   | + 1 giro             | 17           |       |
| 10  | 12 | Gilles Villeneuve     | Ferrari                  | 74   | + 1 giro             | 5            |       |
| 11  | 18 | Rupert Keegan         | Surtees-Ford Cosworth    | 73   | + 2 giri             | 23           |       |
| 12  | 3  | Didier Pironi         | Tyrrell-Ford Cosworth    | 71   | + 4 giri             | 13           |       |
| 13  | 15 | Jean-Pierre Jabouille | Renault                  | 71   | + 4 giri             | 11           |       |
| 14  | 36 | Rolf Stommelen        | Arrows-Ford Cosworth     | 71   | + 4 giri             | 19           |       |
| 15  | 17 | Clay Regazzoni        | Shadow-Ford Cosworth     | 67   | Pompa della benzina  | 22           |       |
| Rit | 22 | Jacky Ickx            | Ensign-Ford Cosworth     | 64   | Motore               | 21           |       |
| Rit | 14 | Emerson Fittipaldi    | Fittipaldi-Ford Cosworth | 62   | Acceleratore         | 15           |       |
| Rit | 11 | Carlos Reutemann      | Ferrari                  | 57   | Incidente            | 3            |       |
| Rit | 1  | Niki Lauda            | Brabham-Alfa Romeo       | 56   | Motore               | 6            |       |
| Rit | 4  | Patrick Depailler     | Tyrrell-Ford Cosworth    | 51   | Motore               | 12           |       |
| Rit | 16 | Hans-Joachim Stuck    | Shadow-Ford Cosworth     | 45   | Sospensione          | 24           |       |
| Rit | 35 | Riccardo Patrese      | Arrows-Ford Cosworth     | 21   | Motore               | 8            |       |
| Rit | 25 | Héctor Rebaque        | Lotus-Ford Cosworth      | 21   | Scarico              | 20           |       |
| Rit | 8  | Patrick Tambay        | McLaren-Ford Cosworth    | 16   | Testacoda            | 14           |       |
| NQ  | 37 | Arturo Merzario       | Merzario-Ford Cosworth   |      |                      |              |       |
| NQ  | 30 | Brett Lunger          | McLaren-Ford Cosworth    |      |                      |              |       |
| NQ  | 28 | Emilio de Villota     | McLaren-Ford Cosworth    |      |                      |              |       |
| NQ  | 10 | Alberto Colombo       | ATS-Ford Cosworth        |      |                      |              |       |
| NPQ | 32 | Keke Rosberg          | Theodore-Ford Cosworth   |      |                      |              |       |
| NPR | 31 | René Arnoux           | Martini-Ford Cosworth    |      | Motore indisponibile |              |       |

## Classifiche

### Piloti
| Pos. | Pilota             | Punti |
| ---- | ------------------ | ----- |
| 1    | Mario Andretti     | 36    |
| 2    | Ronnie Peterson    | 26    |
| 3    | Patrick Depailler  | 23    |
| 4    | Carlos Reutemann   | 22    |
| 5    | Niki Lauda         | 16    |
| 6    | Jacques Laffite    | 10    |
| 7    | John Watson        | 9     |
| 8    | Jody Scheckter     | 7     |
| 9    | Emerson Fittipaldi | 6     |
| 10   | Didier Pironi      | 5     |
| 11   | James Hunt         | 4     |
| 12   | Alan Jones         | 3     |
| =    | Gilles Villeneuve  | 3     |
| 14   | Clay Regazzoni     | 2     |
| 15   | Riccardo Patrese   | 2     |
| 16   | Patrick Tambay     | 1     |

### Costruttori
| Pos. | Team                     | Punti |
| ---- | ------------------------ | ----- |
| 1    | Lotus-Ford Cosworth      | 45    |
| 2    | Tyrrell-Ford Cosworth    | 25    |
| 3    | Ferrari                  | 22    |
| 4    | Brabham-Alfa Romeo       | 22    |
| 5    | Ligier-Matra             | 10    |
| 6    | Wolf-Ford Cosworth       | 7     |
| 7    | Fittipaldi-Ford Cosworth | 6     |
| 8    | McLaren-Ford Cosworth    | 4     |
| 9    | Williams-Ford Cosworth   | 3     |
| 10   | Shadow-Ford Cosworth     | 2     |
| 11   | Arrows-Ford Cosworth     | 2     |